# Schlacht bei Étampes
Die Schlacht bei Étampes fand während der Fronde am 4. Mai 1652 statt. Es kämpften die königlichen Truppen, kommandiert vom Vicomte de Turenne, gegen die „Armee der Prinzen“ auf der Seite der Fronde, die der offenen Feldschlacht ausgewichen war und sich in die Stadt zurückgezogen hatte. Es war eine der blutigsten Schlachten dieser Zeit. Sie war Teil der „Fronde des princes“ (1650–1652), als Konflikt zwischen dem Königshof und dem prince de Condé, der sich Hoffnungen auf den Platz des abgesetzten regierenden Ministers Kardinal Mazarin gemacht hatte.

## Die nominellen Befehlshaber der Truppen der Fronde
In der Schlacht waren sie nicht mehr anwesend.

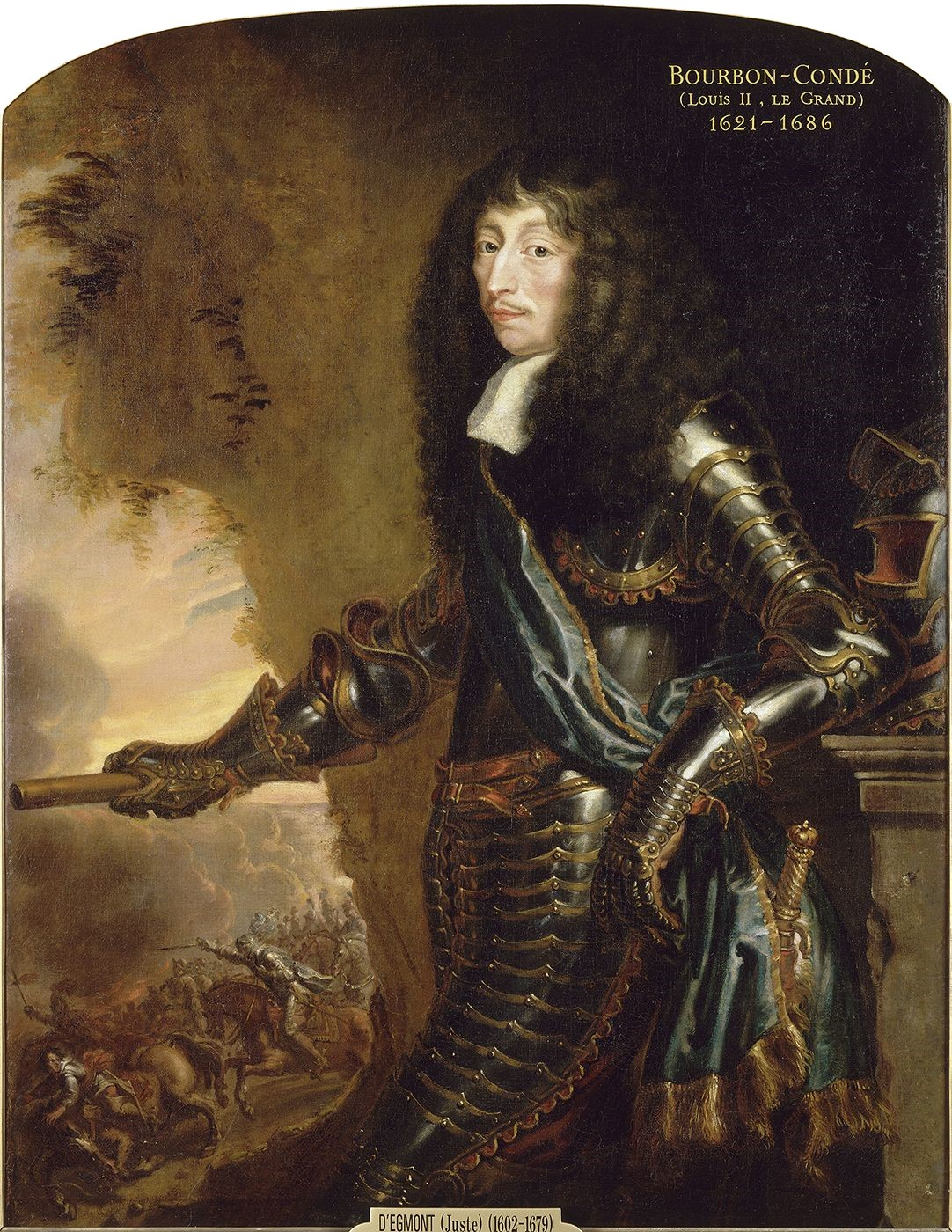
Louis II. de Bourbon, prince de Condé
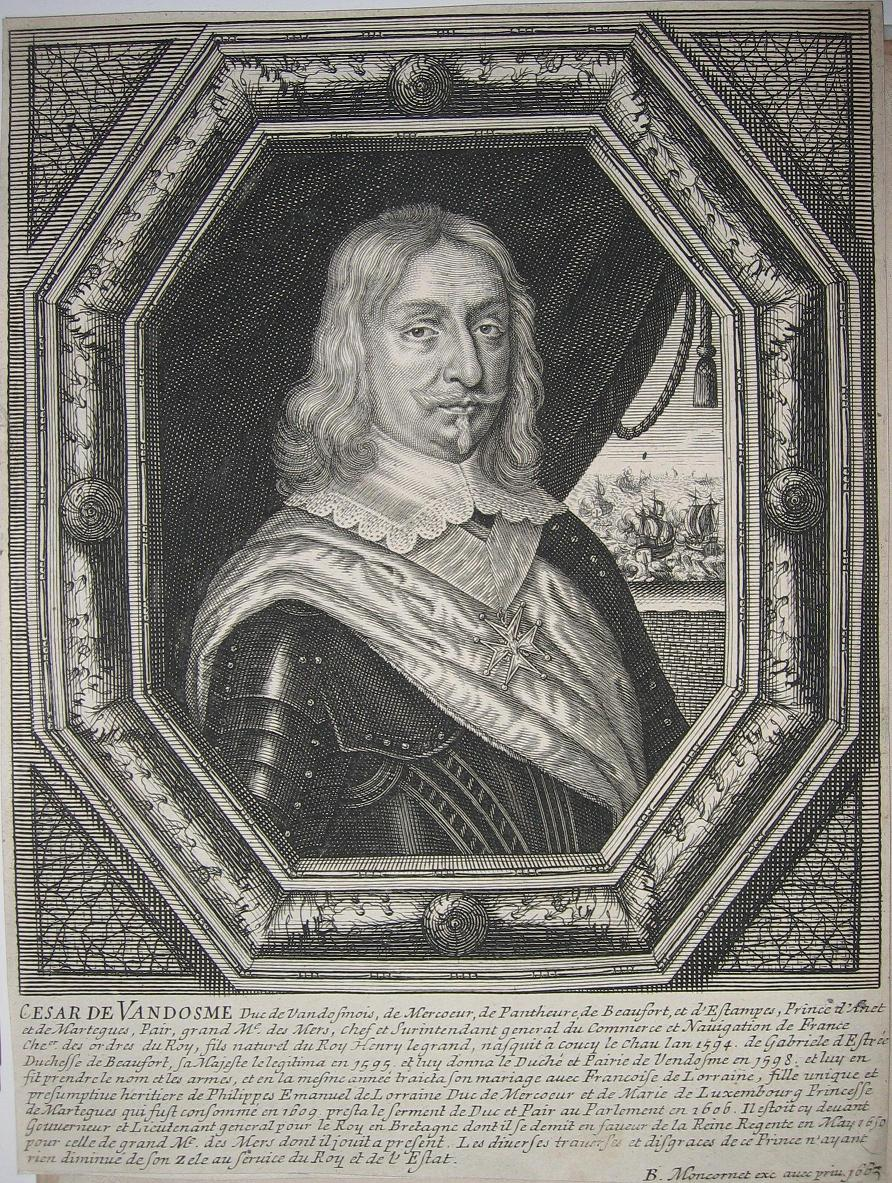
César de Bourbon, duc de Vendôme
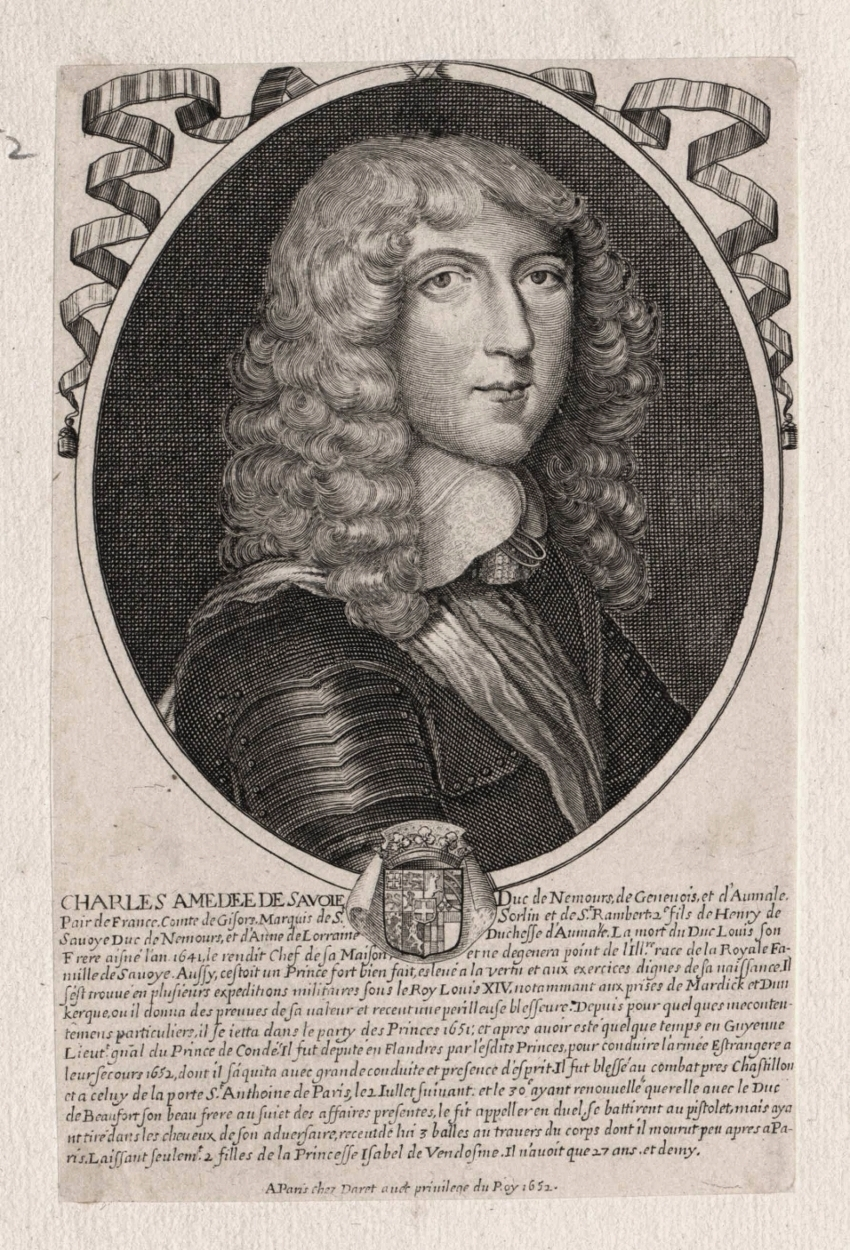
Karl Amadeus von Savoyen

## Étampes
Étampes liegt im Einzugsgebiet von Paris an der Straße nach Orléans und befand sich damals 15 Lieues (60 Kilometer) von der Stadtgrenze entfernt. Die Stadt war von Mauern umgeben, die von kleinen runden Türmen flankiert wurden. An deren Fuß zog sich der Bach „Rivière de Prés“ entlang. In einiger Entfernung von der Stadtmauer floss die Juine, die in der Nähe von Corbeil-Essonnes in die Seine mündet. Von Châtre kommend, werden die Stadt und die Vorstadt von einem kleinen Hügel überragt, auf dessen Spitze sich die Burg Étampes befand, von deren Donjon aus die Umgebung weit überblickt werden konnte.

## Die Schlacht
Die „Armee der Prinzen“, von Châtillon-Coligny auf dem Weg nach Paris kommend, machte in Étampes zunächst für längere Zeit Halt, weil es hier große Getreidevorräte gab. Diese Armee wurde von Louis II. de Bourbon, prince de Condé, César de Bourbon, duc de Vendôme, und Karl Amadeus von Savoyen kommandiert, die sich von hier aus aber sofort nach Paris begaben und das Kommando über die Truppen dem Baron de Clinchamp, Lieutenant-général der Truppen in den Niederlanden, dem Comte de Tavannes Jacques de Saulx, Lieutenant-général der Truppen des Prince de Condé, und dem Comte de Valon, Maréchal de camp in den Truppen des duc d’Orléans, überlassend.
Die Bewohner hatten das Tor von Faubourg Saint-Pierre geöffnet, weil sie glaubten, Truppen des Königs vor sich zu haben. Sie hatten den Marquis de la Boulaye an der Spitze der Kolonne nicht erkannt, der bereits 1649 im Auftrag der Fronde nach Étampes gekommen war, um Vieh und sonstige Verpflegung zu beschlagnahmen und nach Paris zu schaffen.
Diese Armee bestand aus neun Infanterieregimentern, darunter das Régiment de Condé, das Régiment de Conti sowie das Régiment de Bourgogne (nicht identisch mit dem „Régiment de Bourgogne“ von 1668). Dazu kamen Hilfstruppen aus den Niederlanden, die hauptsächlich aus Deutschen und Spaniern bestanden und die den Faubourg Saint-Martin besetzten. Auf der Fläche des Petit Saint-Mars lagen das „Régiment de Brouc“, das „Régiment de Vitemberg“ und 500 Mann Kavallerie.
Nachdem das „Régiment de Condé“ die Straße nach Paris unterbrochen hatte, ließ der Vicomte de Turenne bei Châtre (heute: Arpajon) eine Barrikade errichten. In der Nacht zum 4. Mai marschierte er mit seiner Armee vor Étampes und sah am nächsten Morgen die feindliche Armee auf der Ebene vor sich versammelt. Als die Soldaten der Fronde der royalistischen Truppen ansichtig wurden, zogen sie sich überstürzt in die Stadt zurück, wobei sie von Turenne verfolgt wurden.
Die Infanterie des Marquis d’Hocquincourt griff sofort am rechten Flügel entlang des Baches an. Da das feindliche Feuer an dieser Stelle sehr stark war und auch der Bach wegen der Wassertiefe hier nicht ohne weiteres überquert werden konnte, zog sich die Abteilung zu einer höher gelegenen Mühle zurück.
Auf dem linken Flügel wurden die Linien der Fronde, ohne auf großen Widerstand zu stoßen, durch die Kavallerie von Charles-Félix de Galéan, duc de Gadagne, durchbrochen. Die Masse der Infanterie und Kavallerie des Marquis d’Hocquincourt drang in die Stadt ein und brachte die Verteidiger in größte Bedrängnis. Nachdem es einen Weg über den Bach gefunden hatte, drang das Régiment de Picardie nach der Überwindung heftiger Gegenwehr von der Stadtmauer ebenfalls in die Stadt ein. Die Verteidiger konnten dann in eine nahe gelegene Kirche zurückgedrängt werden, wo sie sich verschanzten.
Auf der anderen Seite durchquerten die Truppen von Turenne mit dem Régiment d’Huxelles und dem Régiment de Carignan die Ortschaft und stießen auf Widerstand durch das Régiment de Bourgogne, welches bis zur Stadtmauer zurückgedrängt werden konnte, wo es Abwehrposition einnahm. Eine kurze Kampfpause nutzten die Royalisten aus, um auf die Mauer zu steigen und auf die darunter festsitzenden Verteidiger Steine zu werfen.
Diese Position wurde für die Verteidiger schnell unhaltbar, da sie von den Angreifern unter ständiges Feuer genommen wurden. Sie zogen sich schließlich ebenfalls zur Kirche zurück, wo bereits einige der vom „Régiment de Picardie“ in die Enge getriebenen Truppenteile Zuflucht gesucht hatten. Nachdem sie hatten erkennen müssen, dass weiterer Widerstand zwecklos war, boten sie an, sich zu ergeben, wenn ihr Leben geschont würde. Das wurde angenommen.
Die Kavallerie der Fronde brachte sich in Sicherheit und ließ die Infanterie von Comte de Gaspard de Chavagnac zurück. Dieser bemerkte jedoch in seinen Memoiren „dass sie mit den Truppen des Herzogs von Lothringen zurückgekommen sei, um Étamps [sic!] wieder zu besetzen“.
Wegen des Mangels an Munition und Verpflegung konnte Turenne nicht daran denken, die Stadt besetzt zu halten und sich einer möglichen Belagerung auszusetzen. Am 6. Mai musste er abziehen.

## Verluste
- Fronde: 900 Gefallene, darunter der Baron de Briole und der Graf Ernst Egon von Fürstenberg (* 21. Mai 1631)[10], sowie 1700 Gefangene[2][6]
- Royalisten: 500 Gefallene und eine große Anzahl an Verwundeten, darunter der Comte de Quincé und der Comte Francesco-Maria di Broglia[2]